# John Leslie, IV baronetto
Sir John Norman "Jack" Leslie Ide, IV baronetto (New York, 6 dicembre 1916 – Glaslough, 18 aprile 2016), è stato un nobile e militare irlandese appartenente alla nobiltà britannica, decorato con la Legion d'onore.

## Biografia
Proveniva da una famiglia anglo-irlandese: figlio di sir John Randolph Leslie, III baronetto, noto come Shane Leslie, scrittore, cugino di Winston Churchill, e di Marjorie Ide, figlia dello statunitense Henry Clay Ide, che fu governatore generale delle Filippine, studiò in Inghilterra: prima alla Downside School di Stratton-on-the-Fosse nel Somerset (una scuola cattolica) e poi al Magdalene College a Cambridge. Non si sposò e non ebbe figli. Durante la seconda guerra mondiale combatté come capitano nelle Irish Guards (parte dell'esercito britannico) nella campagna di Francia, fu catturato a Boulogne-sur-Mer e trascorse cinque anni in campi di prigionia.
Dopo la guerra si trasferì a New York, in seguito viaggiò per l'Europa stabilendosi a Roma. Acquistò una porzione dell'antica badia di San Sebastiano ad Alatri, nel Lazio e d'estate era solito trascorrervi le vacanze. Divenne IV baronetto di Glaslough e Pettigo alla morte del padre, nel 1971. A 78 anni tornò nella dimora della sua famiglia in Irlanda, a Glaslough, il castello Leslie. 
Amante della musica e delle discoteche, festeggiò il suo ottantacinquesimo compleanno al Privilege, nightclub a Ibiza. La sua passione per la musica dance fu argomento di due documentari: Lord of the Dance e Uncle Jack and the Boom Boom Music. Nel 2002 si tenne nel suo castello il matrimonio tra Paul McCartney e Heather Mills: Leslie rivelò ai giornalisti la location dell'evento, specificando che doveva essere un segreto.

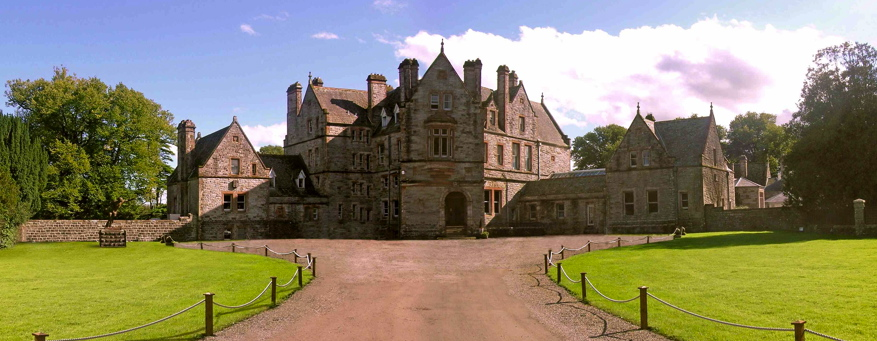
Il Castello Leslie

Nel 2006 pubblicò la sua autobiografia, Never A Dull Moment (Mai un momento di noia).
Nel gennaio 2012 apparve nel programma televisivo Secrets of the Manor House e nel 2015 nella serie televisiva Tales of Irish Castles.
Nel 2015 per i suoi trascorsi bellici ricevette la massima onorificenza della Repubblica Francese, la Legion d'Onore, che ritirò il 9 novembre all'ambasciata francese a Dublino.
Leslie sopravvisse alla sorella maggiore, la scrittrice Anita Leslie e al fratello minore Desmond Arthur Peter Leslie, che fu pilota, regista, scrittore e musicista. Morì all'età di 99 anni il 18 aprile 2016. Suoi eredi per il baronettato sono il nipote Shaun (1°) e il nipote Mark (2°).

## Ascendenza
|                                         |           |                                                | Genitori                        |  |  | Nonni |  |  | Bisnonni                     |  |  | Trisnonni             |  |
|                                         |           |                                                |                                 |  |  |       |  |  | sir John Leslie, I baronetto |  |  | Charles Powell Leslie |  |
|                                         |           |                                                |                                 |  |  |       |  |  | sir John Leslie, I baronetto |  |  | Charles Powell Leslie |  |
|                                         |           | Christiana Fosbery                             |                                 |  |  |       |  |  | sir John Leslie, I baronetto |  |  |                       |  |
| sir John Leslie, II baronetto           |           |                                                |                                 |  |  |       |  |  | sir John Leslie, I baronetto |  |  |                       |  |
|                                         |           | lady Constance Wilhelmina Frances Dawson-Damer | hon. George Lionel Dawson-Damer |  |  |       |  |  |                              |  |  |                       |  |
|                                         |           | lady Constance Wilhelmina Frances Dawson-Damer | hon. George Lionel Dawson-Damer |  |  |       |  |  |                              |  |  |                       |  |
|                                         |           | lady Constance Wilhelmina Frances Dawson-Damer | hon. Mary Georgiana Seymour     |  |  |       |  |  |                              |  |  |                       |  |
| sir John Randolph Leslie, III baronetto |           | lady Constance Wilhelmina Frances Dawson-Damer |                                 |  |  |       |  |  |                              |  |  |                       |  |
|                                         |           | Leonard Walter Jerome                          | Isaac Jerome                    |  |  |       |  |  |                              |  |  |                       |  |
|                                         |           | Leonard Walter Jerome                          | Isaac Jerome                    |  |  |       |  |  |                              |  |  |                       |  |
|                                         |           | Leonard Walter Jerome                          | Aurora Murray                   |  |  |       |  |  |                              |  |  |                       |  |
| Leonie Blanche Jerome                   |           | Leonard Walter Jerome                          |                                 |  |  |       |  |  |                              |  |  |                       |  |
|                                         |           | Clarissa Hall                                  | Ambrose Hall                    |  |  |       |  |  |                              |  |  |                       |  |
|                                         |           | Clarissa Hall                                  | Ambrose Hall                    |  |  |       |  |  |                              |  |  |                       |  |
|                                         |           | Clarissa Hall                                  | Clarissa Willcox                |  |  |       |  |  |                              |  |  |                       |  |
| sir John Leslie, IV baronetto           |           | Clarissa Hall                                  |                                 |  |  |       |  |  |                              |  |  |                       |  |
|                                         | Jacob Ide | Timothy Ide                                    |                                 |  |  |       |  |  |                              |  |  |                       |  |
|                                         | Jacob Ide | Timothy Ide                                    |                                 |  |  |       |  |  |                              |  |  |                       |  |
|                                         | Jacob Ide | Esther Armington                               |                                 |  |  |       |  |  |                              |  |  |                       |  |
| Henry Clay Ide                          | Jacob Ide |                                                |                                 |  |  |       |  |  |                              |  |  |                       |  |
|                                         |           | Lodoiska Knights                               | …                               |  |  |       |  |  |                              |  |  |                       |  |
|                                         |           | Lodoiska Knights                               | …                               |  |  |       |  |  |                              |  |  |                       |  |
|                                         |           | Lodoiska Knights                               | …                               |  |  |       |  |  |                              |  |  |                       |  |
| Marjorie Ide                            |           | Lodoiska Knights                               |                                 |  |  |       |  |  |                              |  |  |                       |  |
|                                         |           | Joseph Melcher                                 | …                               |  |  |       |  |  |                              |  |  |                       |  |
|                                         |           | Joseph Melcher                                 | …                               |  |  |       |  |  |                              |  |  |                       |  |
|                                         |           | Joseph Melcher                                 | …                               |  |  |       |  |  |                              |  |  |                       |  |
| Mary M. Melcher                         |           | Joseph Melcher                                 |                                 |  |  |       |  |  |                              |  |  |                       |  |
|                                         |           | Sophia Jones                                   | …                               |  |  |       |  |  |                              |  |  |                       |  |
|                                         |           | Sophia Jones                                   | …                               |  |  |       |  |  |                              |  |  |                       |  |
|                                         |           | Sophia Jones                                   | …                               |  |  |       |  |  |                              |  |  |                       |  |
|                                         |           | Sophia Jones                                   |                                 |  |  |       |  |  |                              |  |  |                       |  |